# Lake Kiowa
Lake Kiowa – jednostka osadnicza w hrabstwie Cooke w stanie Teksas.